# Olympische Sommerspiele 2004/Leichtathletik – Stabhochsprung (Männer)
Der Stabhochsprung der Männer bei den Olympischen Spielen 2004 in Athen wurde am 25. und 27. August 2004 im Olympiastadion Athen ausgetragen. 39 Athleten nahmen teil.
Olympiasieger wurde der US-Amerikaner Timothy Mack. Er gewann vor seinem Landsmann Toby Stevenson und dem Italiener Giuseppe Gibilisco.
Mit Danny Ecker, Tim Lobinger und Lars Börgeling gingen drei Deutsche an den Start. Alle drei erreichten das Finale. Ecker wurde Fünfter, Börgeling Sechster und Lobinger belegte Rang elf.

Athleten aus der Schweiz, Österreich und Liechtenstein nahmen nicht teil.

## Aktuelle Titelträger
| Olympiasieger 2000                      | Nick Hysong ( USA)                                            | 5,90 m                                                        | Sydney 2000        |
| Weltmeister 2003                        | Giuseppe Gibilisco ( Italien)                                 | 5,90 m                                                        | Paris 2003         |
| Europameister 2002                      | Alexander Awerbuch ( Israel)                                  | 5,85 m                                                        | München 2002       |
| Panamerikanischer Meister 2003          | Germán Chiaraviglio ( Argentinien)                            | 5,15 m                                                        | Santo Domingo 2003 |
| Zentralamerika und Karibik-Meister 2003 | Stabhochsprung nicht als Meisterschaftswettbewerb ausgetragen | Stabhochsprung nicht als Meisterschaftswettbewerb ausgetragen | St. George’s 2003  |
| Südamerika-Meister 2003                 | Ricardo Diez ( Venezuela)                                     | 5,20 m                                                        | Barquisimeto 2003  |
| Asienmeister 2003                       | Grigori Jegorow ( Kasachstan)                                 | 2,23 m                                                        | Manila 2003        |
| Afrikameister 2004                      | Béchir Zaghouani ( Tunesien)                                  | 5,20 m                                                        | Brazzaville 2004   |
| Ozeanienmeister 2002                    | J.G. Nel ( Neuseeland)                                        | 4,56 m                                                        | Christchurch 2002  |

## Rekorde

### Bestehende Rekorde
| Weltrekord         | 6,14 m | Serhij Bubka ( Ukraine)          | Sestriere, Italien     | 27. Juli 1993  |
| Olympischer Rekord | 5,92 m | Igor Trandenkow ( Russland)      | Finale OS Atlanta, USA | 2. August 1996 |
| Olympischer Rekord | 5,92 m | Jean Galfione ( Frankreich)      | Finale OS Atlanta, USA | 2. August 1996 |
| Olympischer Rekord | 5,92 m | Andrei Tivontchik ( Deutschland) | Finale OS Atlanta, USA | 2. August 1996 |

### Rekordverbesserung
Der US-amerikanische Olympiasieger Timothy Mack verbesserte den bestehenden olympischen Rekord im Finale am 27. August um drei Zentimeter auf 5,95 m. Zum Weltrekord fehlten im neunzehn Zentimeter.
Anmerkungen:
- Alle Zeitangaben sind auf die Ortszeit Athen (UTC+2) bezogen.
- Alle Höhen sind in Metern (m) angegeben.

## Legende
Kurze Übersicht zur Bedeutung der Symbolik – so üblicherweise auch in sonstigen Veröffentlichungen verwendet:
| – | verzichtet   |
| o | übersprungen |
| x | ungültig     |

## Qualifikation
25. August 2004, 19:15 Uhr
Die Qualifikation wurde in zwei Gruppen durchgeführt. Sechzehn Stabhochspringer (hellblau unterlegt) übersprangen die Qualifikationshöhe für den direkten Finaleinzug von 5,70 m. Damit war die Mindestanzahl von zwölf Finalteilnehmern deutlich übertroffen.

### Gruppe A

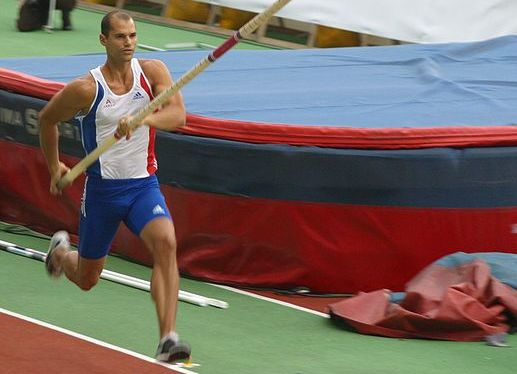
Romain Mesnil – in Qualifikationsgruppe A ausgeschieden mit 5,65 m
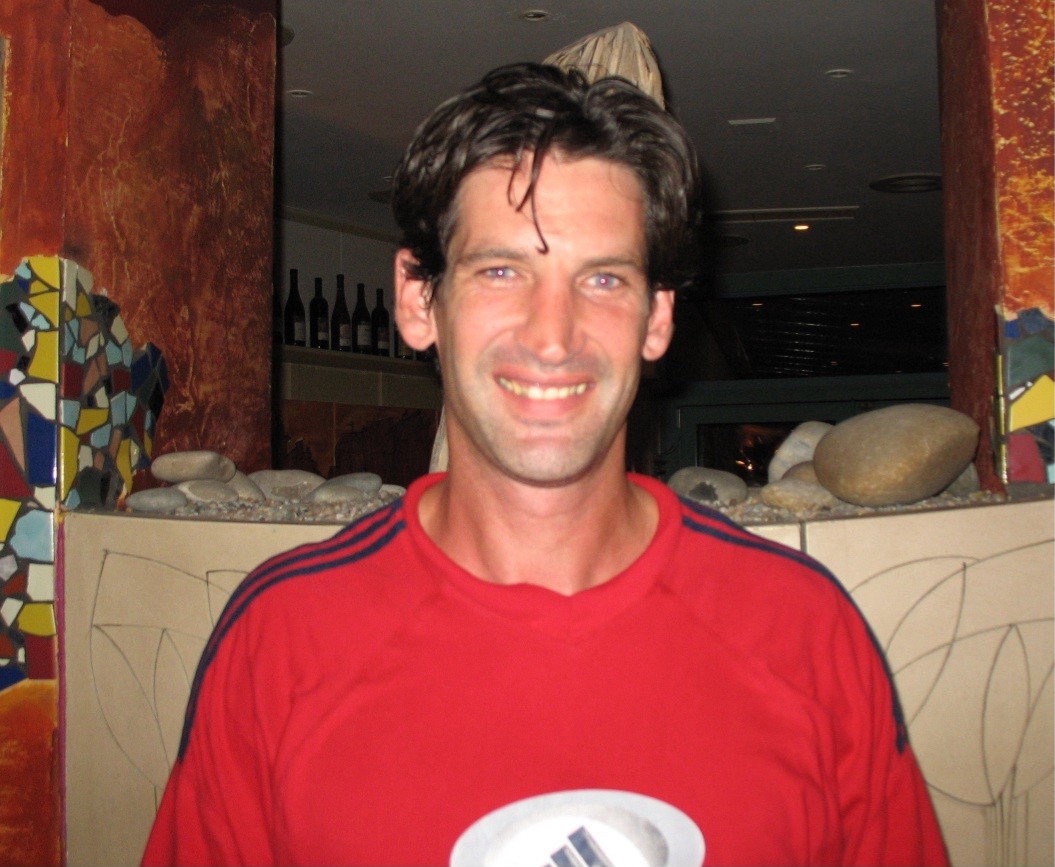
Okkert Brits – in Qualifikationsgruppe A ausgeschieden mit 5,60 m

| Platz | Name               | Nation              | 5,30 | 5,50 | 5,60 | 5,65 | 5,70 | Höhe |
| ----- | ------------------ | ------------------- | ---- | ---- | ---- | ---- | ---- | ---- |
| 1     | Lars Börgeling     | Deutschland         | –    | o    | –    | o    | o    | 5,70 |
| 1     | Pawel Gerassimow   | Russland            | –    | o    | o    | –    | o    | 5,70 |
| 1     | Ruslan Jeremenko   | Russland            | –    | o    | –    | o    | o    | 5,70 |
| 4     | Toby Stevenson     | USA                 | –    | xo   | xo   | –    | o    | 5,70 |
| 4     | Rens Blom          | Niederlande         | –    | xo   | xo   | –    | o    | 5,70 |
| 6     | Giuseppe Gibilisco | Italien             | –    | o    | –    | x–   | xo   | 5,70 |
| 7     | Daichi Sawano      | Japan               | o    | xo   | xo   | xxo  | xo   | 5,70 |
| 8     | Derek Miles        | USA                 | –    | o    | o    | –    | xxo  | 5,70 |
| 9     | Romain Mesnil      | Frankreich          | –    | o    | –    | xxo  | xxx  | 5,65 |
| 10    | Okkert Brits       | Südafrika           | xo   | –    | o    | –    | xxx  | 5,60 |
| 11    | Adam Ptáček        | Polen               | o    | o    | x–   | x    |      | 5,50 |
| 11    | Vesa Rantanen      | Finnland            | o    | o    | x–   | xx   |      | 5,50 |
| 13    | Jurij Rovan        | Slowenien           | xxo  | xo   | xxx  |      |      | 5,50 |
| 14    | Spas Bukalow       | Bulgarien           | xo   | xxo  | xxx  |      |      | 5,50 |
| 15    | Steve Hooker       | Australien          | o    | xxx  |      |      |      | 5,30 |
| 16    | Kim Yoo-suk        | Südkorea            | xxo  | xxx  |      |      |      | 5,30 |
| 16    | Marios Evaggelou   | Griechenland        | xxo  | xxx  |      |      |      | 5,30 |
| NM    | Wadim Strogaljew   | Russland            | –    | xxx  |      |      |      | ogV  |
| NM    | Grigori Jegorow    | Kasachstan          | xxx  |      |      |      |      | ogV  |
| NM    | Liu Feiliang       | Volksrepublik China | xxx  |      |      |      |      | ogV  |

Weitere in Qualifikationsgruppe A ausgeschiedene  Stabhochspringer:

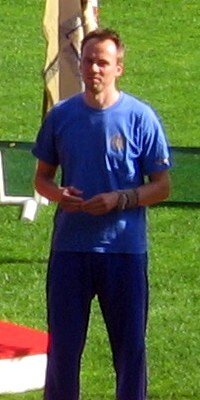
Vesa Rantanen – 5,50 m
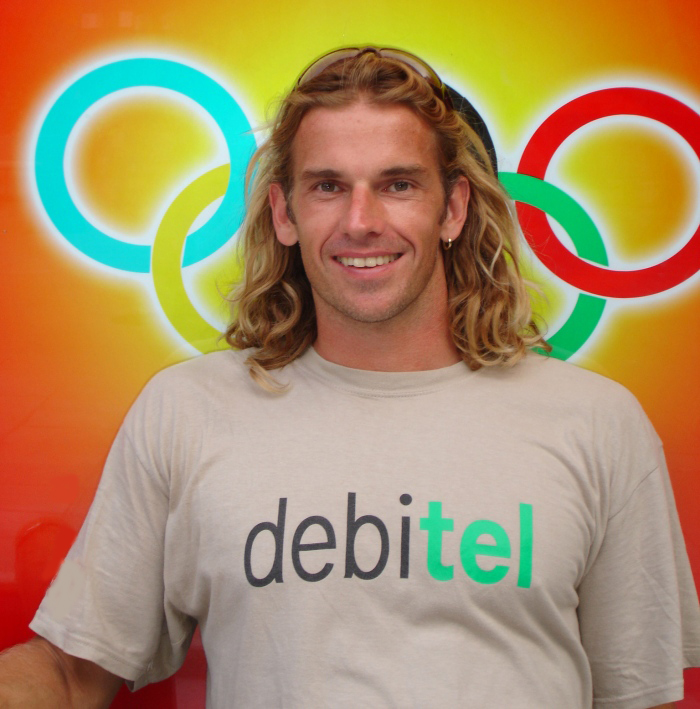
Jurij Rovan – 5,50 m
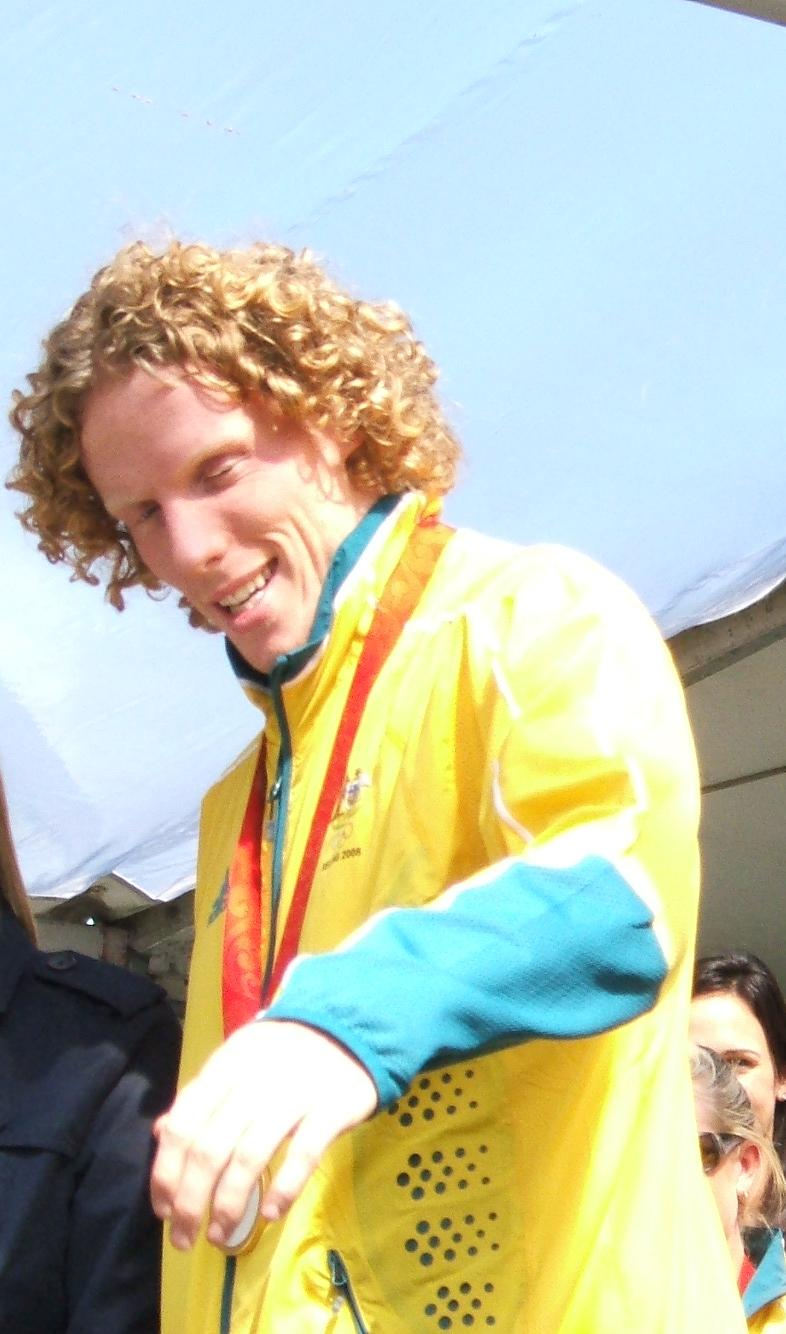
Steve Hooker – 5,30 m
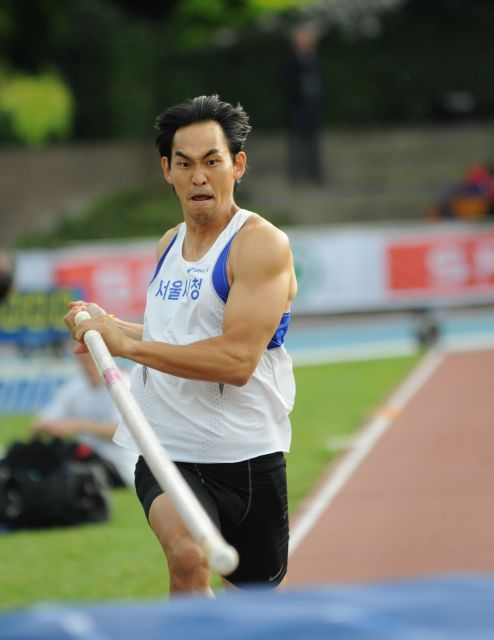
Kim Yoo-suk – 5,30 m

### Gruppe B

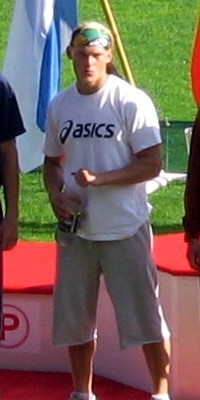
Matti Mononen – in Qualifikationsgruppe B ausgeschieden mit 5,65 m
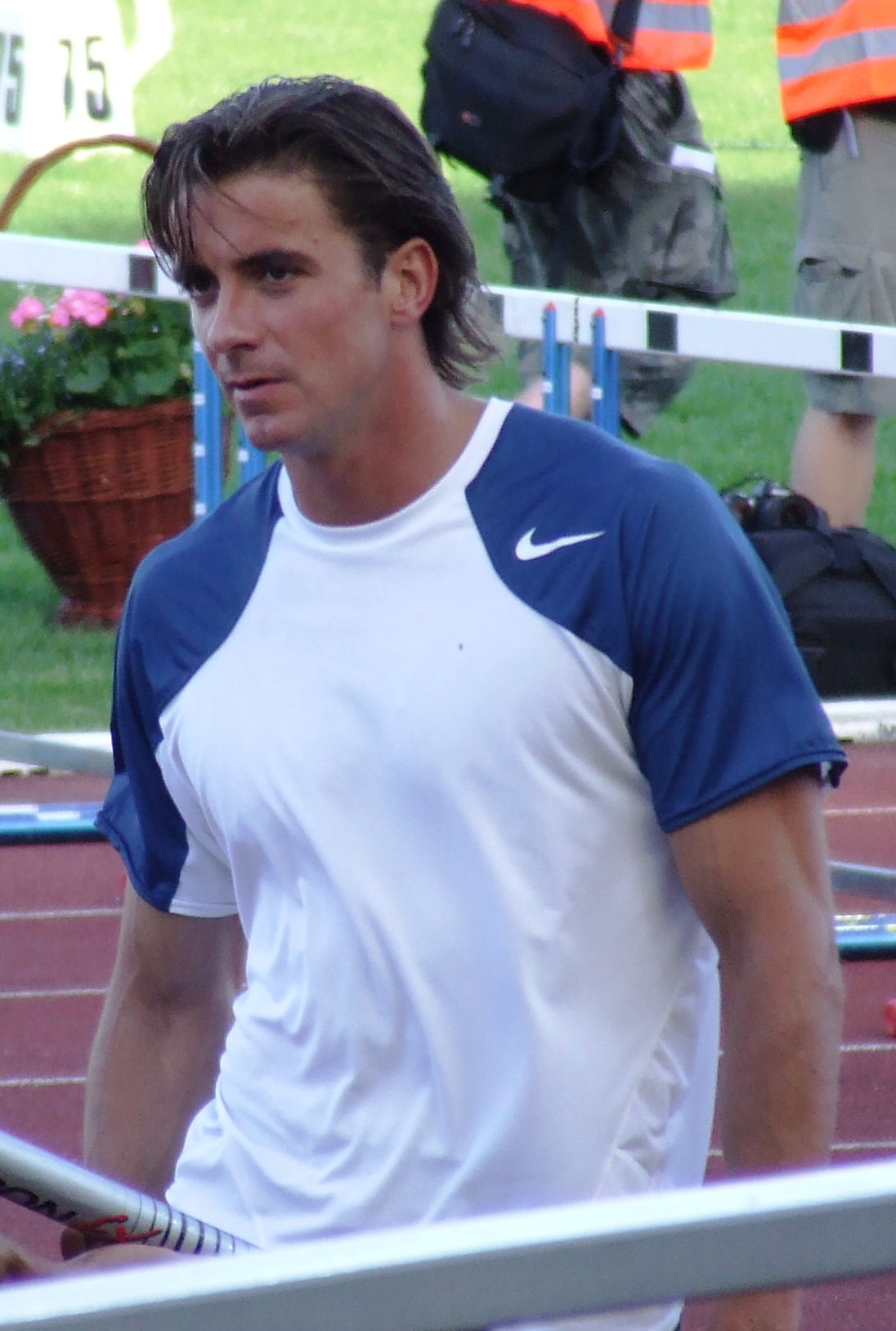
Adam Kolasa – in Qualifikationsgruppe B ausgeschieden mit 5,30 m

| Platz | Name                | Nation         | 5,30 | 5,50 | 5,60 | 5,65 | 5,70 | Höhe |
| ----- | ------------------- | -------------- | ---- | ---- | ---- | ---- | ---- | ---- |
| 1     | Alexander Awerbuch  | Israel         | –    | o    | –    | o    | o    | 5,70 |
| 1     | Paul Burgess        | Australien     | –    | o    | –    | o    | o    | 5,70 |
| 3     | Igor Pawlow         | Russland       | –    | o    | xo   | –    | o    | 5,70 |
| 4     | Danny Ecker         | Deutschland    | –    | xxo  | –    | –    | o    | 5,70 |
| 5     | Denys Jurtschenko   | Ukraine        | –    | xo   | –    | xxo  | o    | 5,70 |
| 6     | Timothy Mack        | USA            | –    | o    | o    | –    | xo   | 5,70 |
| 7     | Tim Lobinger        | Deutschland    | –    | o    | xo   | –    | xo   | 5,70 |
| 8     | Oleksandr Korchmid  | Ukraine        | –    | xo   | o    | xxo  | xo   | 5,70 |
| 9     | Matti Mononen       | Finnland       | o    | o    | –    | o    | xxx  | 5,65 |
| 10    | Patrik Kristiansson | Schweden       | –    | –    | xo   | –    | xxx  | 5,60 |
| 11    | Nick Buckfield      | Großbritannien | x    | o    | xxo  | –    | xxx  | 5,60 |
| 12    | Dmitri Markov       | Australien     | –    | o    | –    | xxx  |      | 5,50 |
| 13    | Piotr Buciarski     | Dänemark       | o    | xxo  | xxx  |      |      | 5,50 |
| 14    | Stepan Janecek      | Tschechien     | o    | xx–  | x    |      |      | 5,30 |
| 14    | Javier Gazol        | Spanien        | o    | xxx  |      |      |      | 5,30 |
| 16    | Nicolas Guigan      | Frankreich     | xo   | xxx  |      |      |      | 5,30 |
| 16    | Adam Kolasa         | Polen          | xo   | xxx  |      |      |      | 5,30 |
| NM    | Giovanni Lanaro     | Mexiko         | x    |      |      |      |      | ogV  |
| NM    | Ilijan Efremow      | Bulgarien      | xxx  |      |      |      |      | ogV  |
| DNS   | Leonid Andreyev     | Usbekistan     |      |      |      |      |      |      |

## Finale

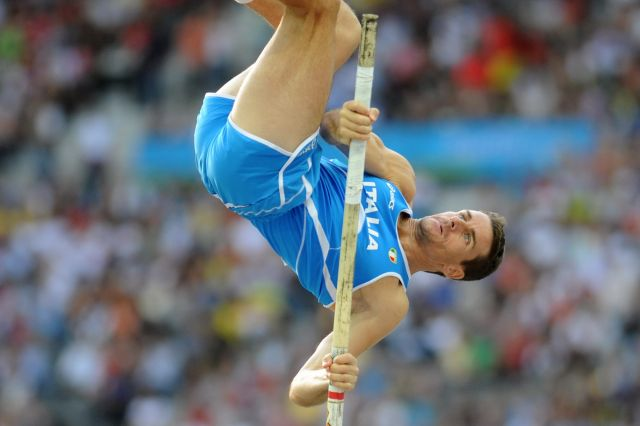
Bronzemedaillengewinner Giuseppe Gibilisco (Foto: 2009)

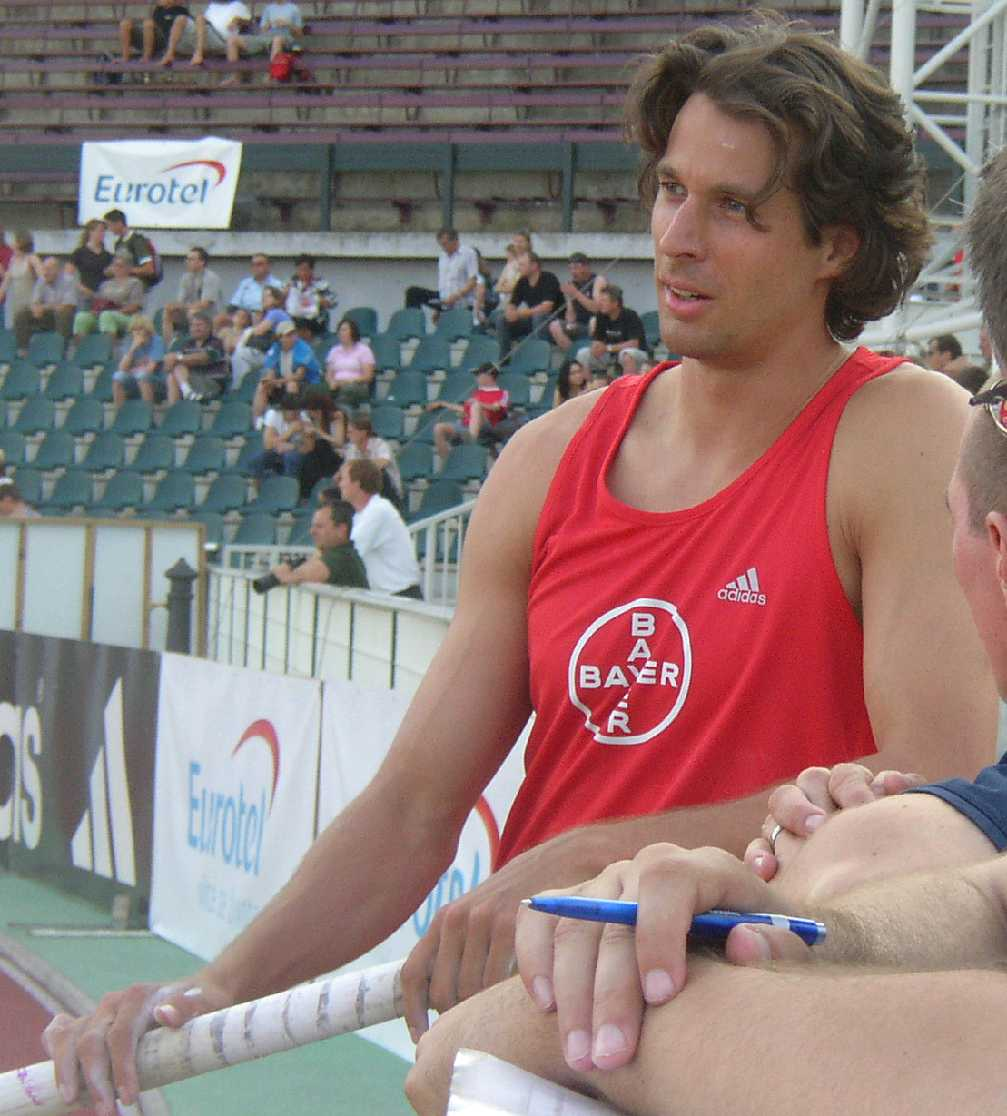
Der Olympiafünfte Danny Ecker

25. August 2004, 19:30 Uhr
| Platz | Name               | Nation      | 5,40 | 5,55 | 5,65 | 5,75 | 5,80 | 5,85 m | 5,90 | 5,95 | 6,00 | Endresultat | Anmerkung |
| ----- | ------------------ | ----------- | ---- | ---- | ---- | ---- | ---- | ------ | ---- | ---- | ---- | ----------- | --------- |
| 1     | Timothy Mack       | USA         | –    | o    | xo   | o    | –    | xo     | o    | xxo  | xxx  | 5,95        | OR        |
| 2     | Toby Stevenson     | USA         | –    | o    | o    | o    | –    | xo     | o    | xxx  |      | 5,90        |           |
| 3     | Giuseppe Gibilisco | Italien     | –    | xo   | –    | o    | –    | o      | x–   | xx   |      | 5,85        |           |
| 4     | Igor Pawlow        | Russland    | –    | o    | o    | xo   | xo   | xx–    | x    |      |      | 5,80        |           |
| 5     | Danny Ecker        | Deutschland | –    | xxo  | –    | o    | xxx  |        |      |      |      | 5,75        |           |
| 6     | Lars Börgeling     | Deutschland | –    | o    | o    | xxo  | xx–  | x      |      |      |      | 5,75        |           |
| 7     | Derek Miles        | USA         | –    | o    | xo   | xxo  | x–   | xx     |      |      |      | 5,75        |           |
| 8     | Alexander Awerbuch | Israel      | –    | –    | o    | xxx  |      |        |      |      |      | 5,65        |           |
| 9     | Denys Jurtschenko  | Ukraine     | –    | xo   | o    | xxx  |      |        |      |      |      | 5,65        |           |
| 9     | Rens Blom          | Niederlande | –    | xo   | o    | xxx  |      |        |      |      |      | 5,65        |           |
| 11    | Paul Burgess       | Australien  | –    | o    | –    | xxx  |      |        |      |      |      | 5,55        |           |
| 11    | Tim Lobinger       | Deutschland | –    | o    | xxx  |      |      |        |      |      |      | 5,55        |           |
| 13    | Pawel Gerassimow   | Russland    | –    | xo   | x–   | x    |      |        |      |      |      | 5,55        |           |
| 13    | Daichi Sawano      | Japan       | o    | xo   | xxx  |      |      |        |      |      |      | 5,55        |           |
| 13    | Ruslan Jeremenko   | Russland    | –    | xo   | –    | xxx  |      |        |      |      |      | 5,55        |           |
| 16    | Oleksandr Korchmid | Ukraine     | –    | xxo  | xxx  |      |      |        |      |      |      | 5,55        |           |

Für das Finale hatten sich sechzehn Athleten qualifiziert, die alle die Qualifikationshöhe übersprungen hatten. Die drei US-Amerikaner, die drei Deutschen und die drei Ukrainer hatten das Finale erreicht. Außerdem waren je zwei Springer aus Russland sowie je ein Teilnehmer aus Australien, Israel, Italien, Japan und den Niederlanden vertreten.
Für diesen Wettbewerb gab es einige Favoriten, die für Olympiasieg und Medaillen in Frage kamen. Da waren zunächst einmal der amtierende Weltmeister Giuseppe Gibilisco aus Italien und der südafrikanische Vizeweltmeister Okkert Brits. Mit sehr guten Aussichten ging auch der amtierende Europameister und Vizeweltmeister von 2001 Alexander Awerbuch aus Israel an den Start. Im weiteren Kreis der Favoriten waren die drei deutschen Teilnehmer Tim Lobinger als EM-Dritter und WM-Fünfter, Lars Börgeling als Vizeeuropameister sowie Danny Ecker zu sehen. Schwer einzuschätzen waren die US-Amerikaner. Von ihnen hatten Timothy Mack und Derek Miles bei den letztjährigen Weltmeisterschaften die Plätze fünf und sechs belegt. Von den Favoriten waren Okkert Brits aus Südafrika und der Weltmeister von 2001 Dmitri Markov aus Australien bereits in der Vorrunde ausgeschieden.
Im Finale waren bei einer aufgelegten Sprunghöhe von 5,80 m noch sieben Teilnehmer im Wettbewerb. Ohne Fehlversuch stand der US-Amerikaner Toby Stevenson zu diesem Zeitpunkt am besten da. Mack, Gibilisco, und der Russe Igor Pawlow hatten je einen Fehlsprung zu Buche stehen, Ecker, Börgeling und Miles waren mit zwei Fehlversuchen belastet. Stevenson, Mack, und Gibilisco ließen die neue Sprunghöhe von 5,80 m aus. Von den anderen Athleten bewältigte nur Pawlow in seinem zweiten Versuch diese Höhe. Miles hob sich nach einem Fehlsprung zwei weitere Versuche für die nächste Sprunghöhe auf, Börgeling tat es ihm gleich, er hatte die 5,80 m allerdings bereits zweimal gerissen. Ecker scheiterte dreimal und schied damit aus. Nun wurde die Latte auf 5,85 m gelegt, die entscheidende Phase begann und alle der noch im Wettbewerb befindlichen Teilnehmer gingen diese Höhe an. Gibilisco war als Einziger im ersten Versuch erfolgreich, Stevenson und Mack schafften es mit ihren jeweils zweiten Sprüngen. Miles und Börgeling scheiterten mit ihren jeweils verbleibenden Versuchen und schieden damit aus. Pawlow hob sich nach zwei Fehlsprüngen einen letzten Versuch für die nächste Höhe auf.
Nun wurden 5,90 m aufgelegt, die Stevenson und Mack jeweils gleich beim ersten Mal übersprangen. Pawlow scheiterte mit seinem letzten verbliebenen Sprung. Gibilisco riss die Latte einmal und hob sich seine beiden verbleibenden Versuche auf. Wer die Medaillen gewinnen würde, war damit klar, nur die Reihenfolge galt es nun noch zu ermitteln. Bei 5,95 m fiel dann die Entscheidung. Timothy Mack war als einziger Springer erfolgreich, und zwar mit seinem dritten und letzten Sprung. Das war für ihn der Olympiasieg mit neuem olympischen Rekord. Er ließ jetzt zur Krönung noch 6,00 m auflegen, scheiterte jedoch drei Mal. Toby Stevenson gewann mit seinen übersprungenen 5,90 m die Silbermedaille. Giuseppe Gibilisco, der mit seinen verbleibenden Sprüngen nicht erfolgreich war, hatte 5,85 m zu Buche stehen und errang damit Bronze. Vierter wurde Igor Pawlow vor den beiden Deutschen Danny Ecker und Lars Börgeling.
Timothy Mack gewann im 25. olympischen Stabhochsprungfinale die neunzehnte Goldmedaille für die USA – 1908 hatte es zwei Goldmedaillen gegeben.

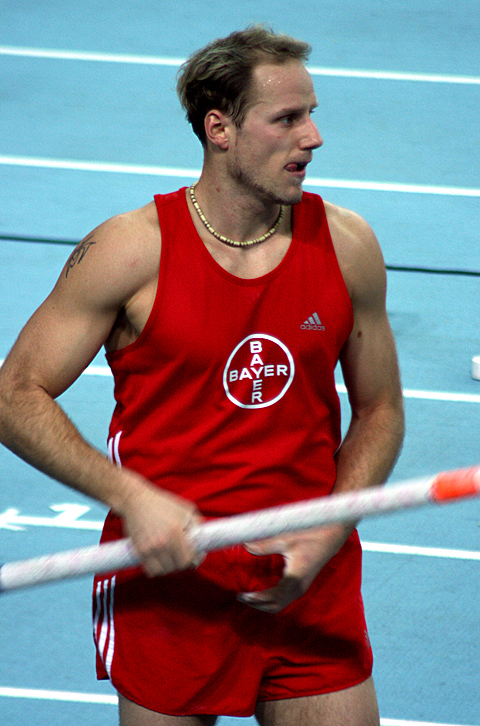
Lars Börgeling kam auf den sechsten Platz
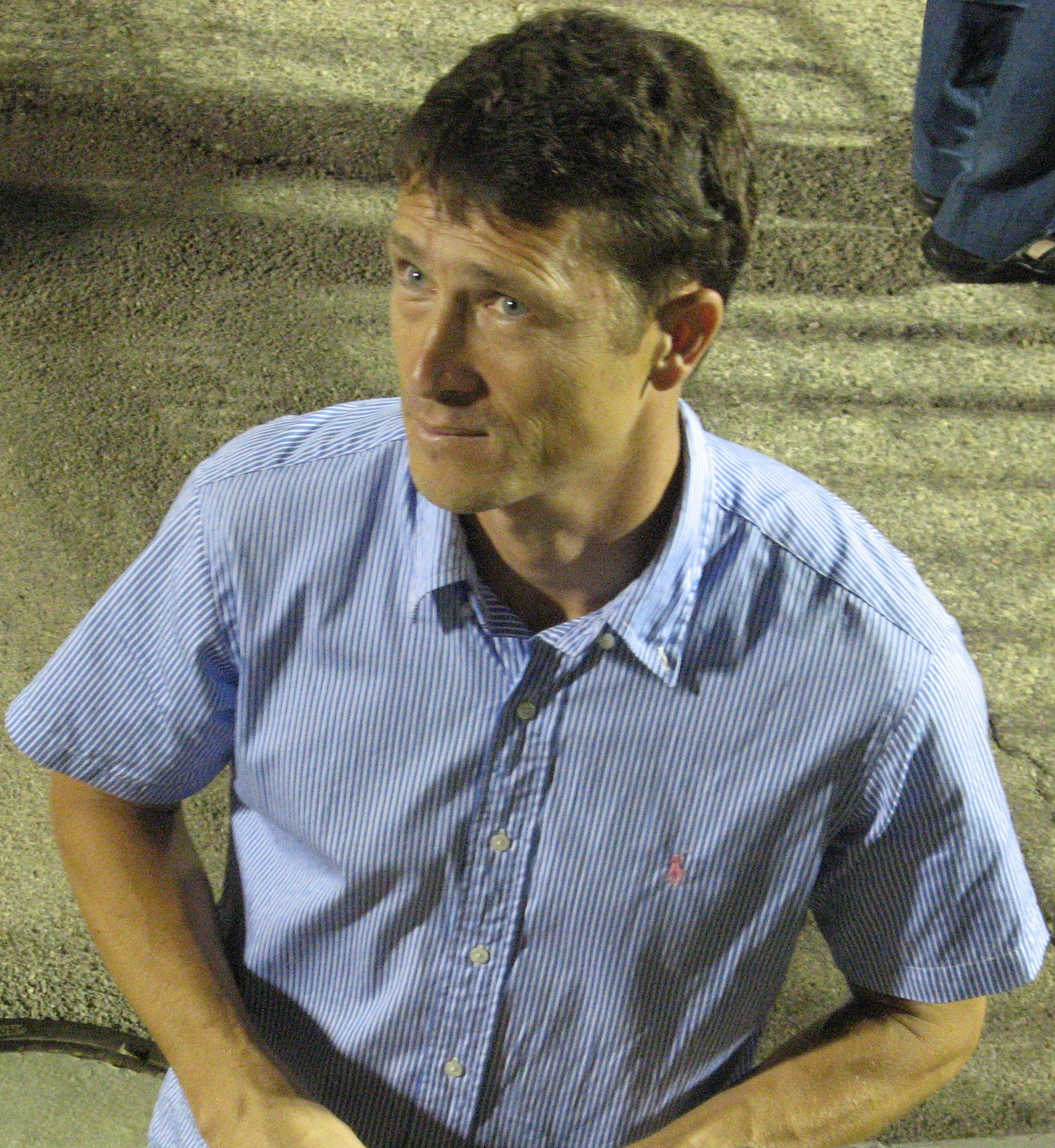
Alexander Awerbuch wurde Olympiaachter
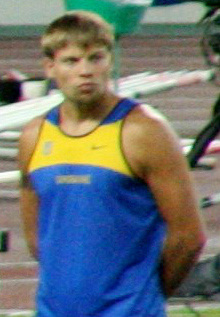
Geteilter neunter Platz für Denys Jurtschenko
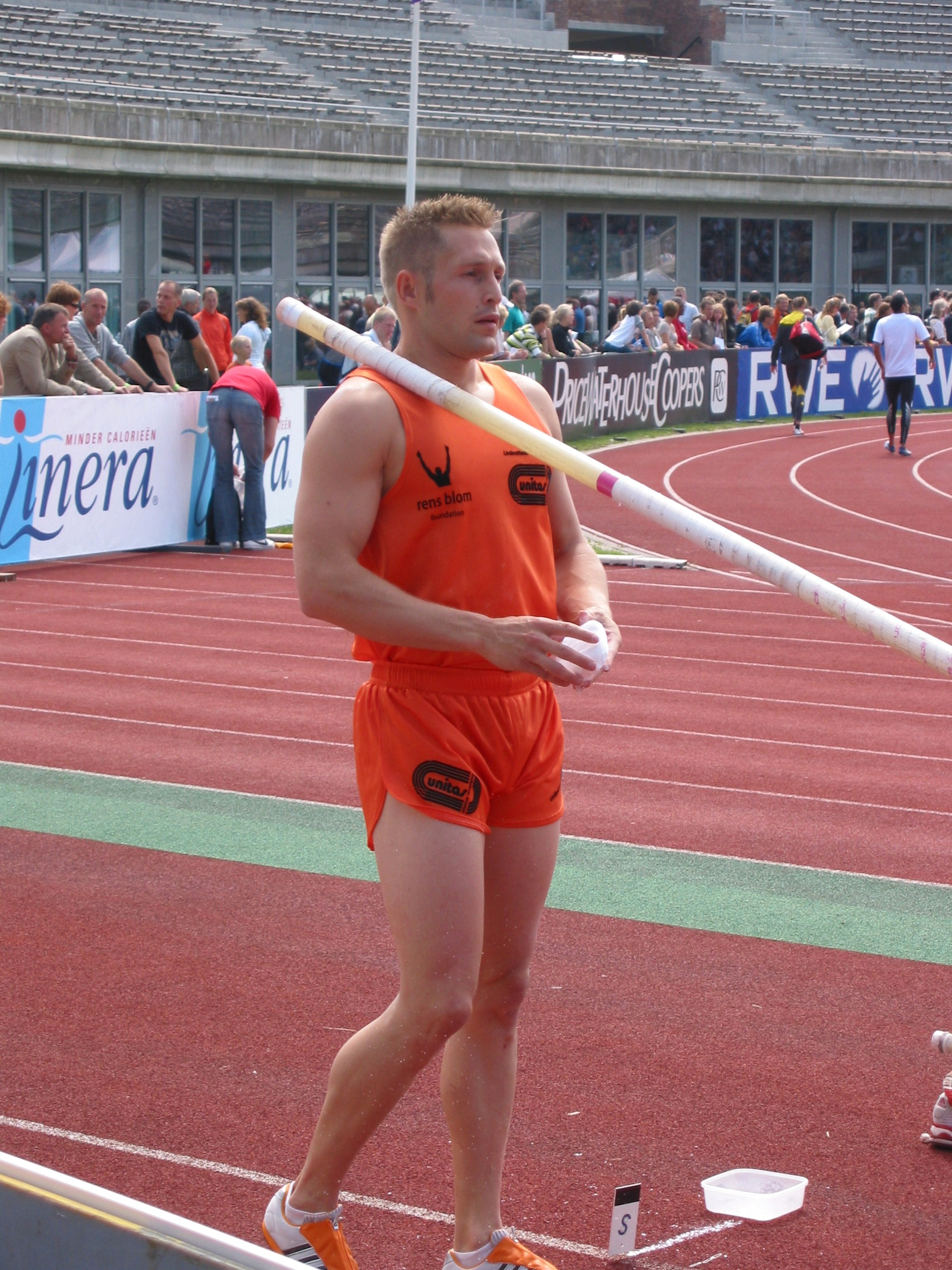
Rens Blom belegte den geteilten neunten Rang

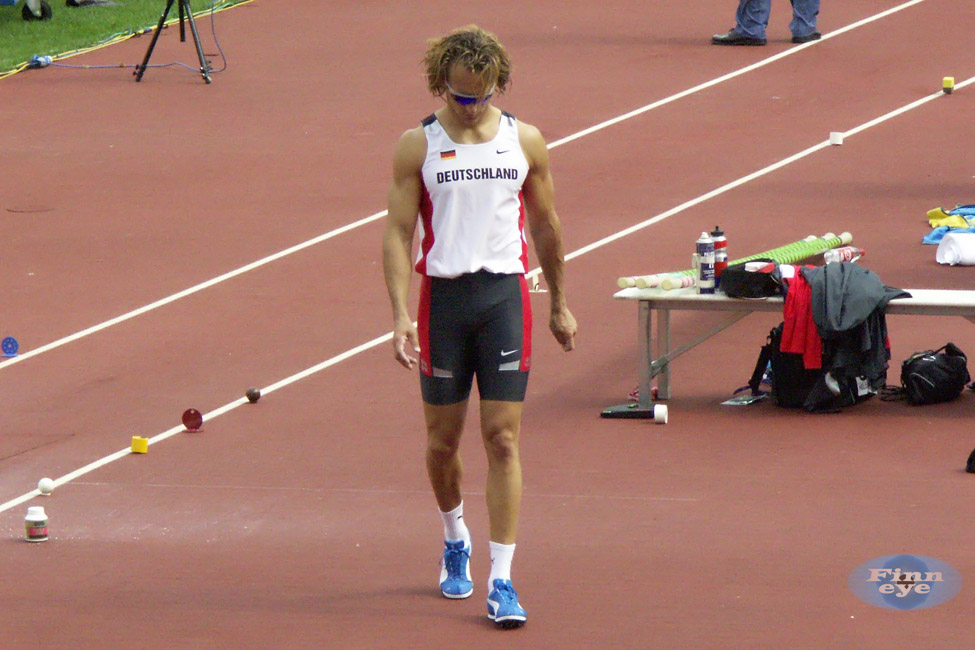
Tim Lobinger (hier im Jahr 2005) belegte im Finale Rang elf
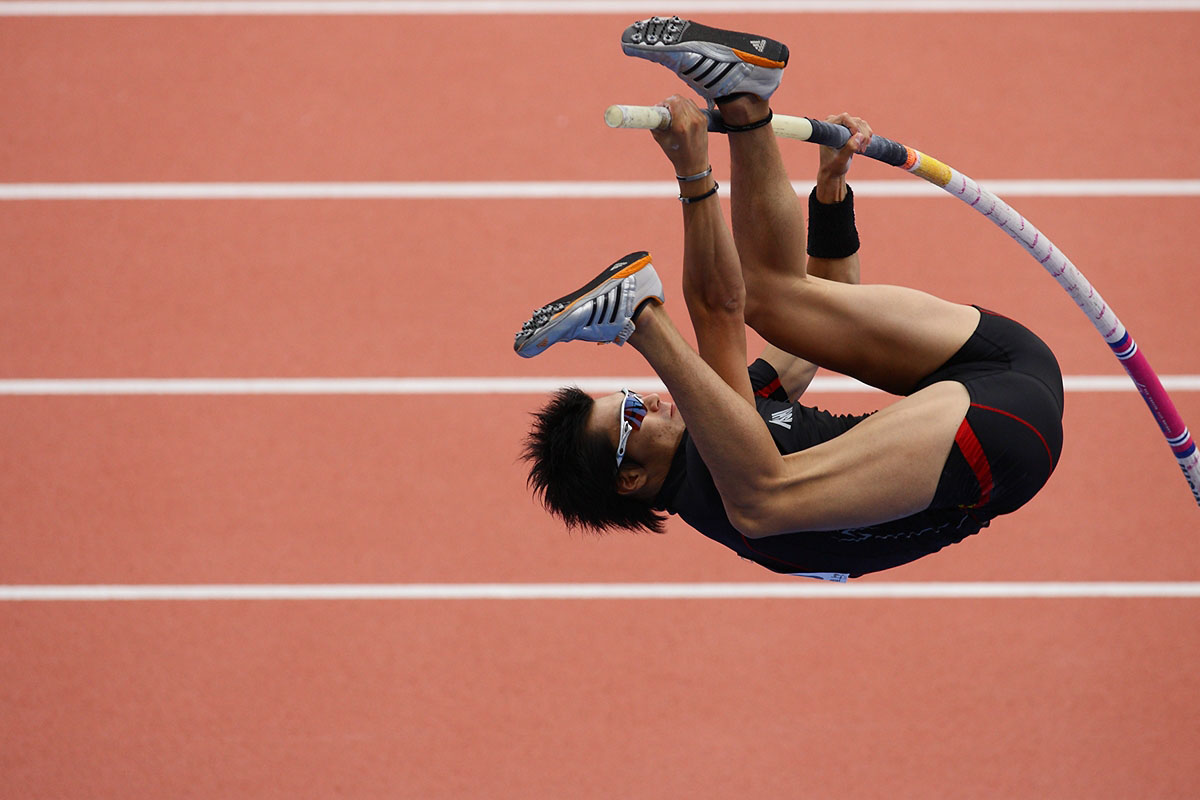
Daichi Sawano – geteilter dreizehnter Rang
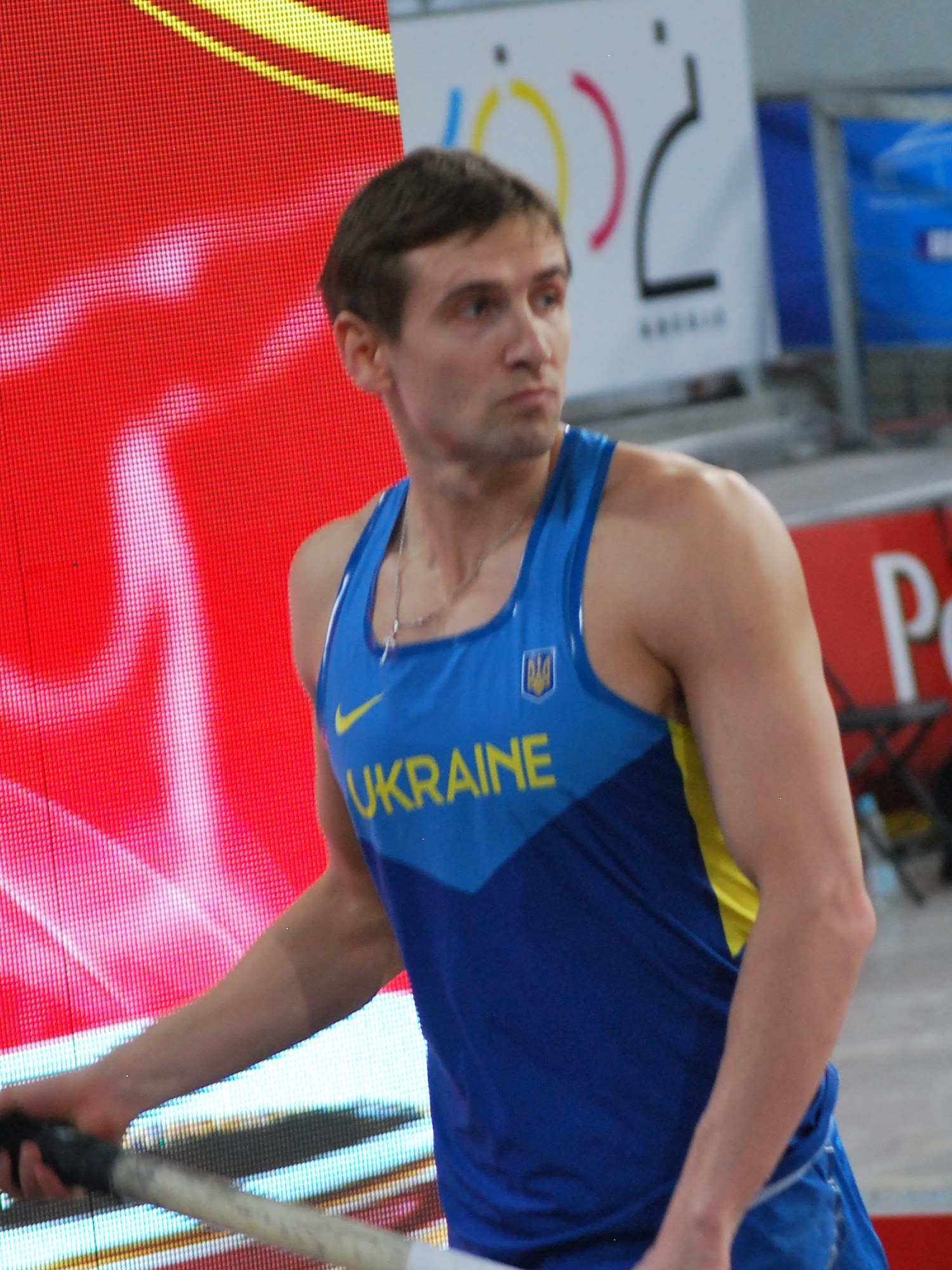
Platz sechzehn für Oleksandr Korchmid

## Videolinks
- Athens Olympic, Athletics, Mens Pole Vault Final, youtube.com, abgerufen am 19. Februar 2022
- 2004 Olympics Men's Pole Vault - 1st - Timothy Mack, youtube.com, abgerufen am 19. Februar 2022
- Toby Stevenson (pole vault) 5.75 meters 2004 Olympics Athens (silver medal), youtube.com, abgerufen am 19. Februar 2022